# Witzmannsberg
Witzmannsberg – gmina w Niemczech, w kraju związkowym Bawaria, w rejencji Dolna Bawaria, w regionie Donau-Wald, w powiecie Pasawa, wchodzi w skład wspólnoty administracyjnej Tittling. Leży około 15 km na północ od Pasawy, przy linii kolejowej Waldkirchen – Deggendorf.

## Demografia
| Rok  | Liczba mieszk. |
| ---- | -------------- |
| 1970 | 1365           |
| 1987 | 1402           |
| 2000 | 1732           |

## Oświata
(na 1999)

W gminie znajduje się przedszkole (60 miejsc i 56 dzieci) oraz szkoła podstawowa (3 nauczycieli, 67 uczniów).